# Patrick McLain
Patrick S. McLain (Eau Claire, Wisconsin, Estados Unidos; 22 de agosto de 1988) es un exfutbolista estadounidense. Jugaba de portero.

## Trayectoria

### Inicios
McLain jugó al fútbol para la Universidad Politécnica Estatal de California en San Luis Obispo entre 2007 y 2011.

### Chivas USA
McLAin fichó por las Chivas USA de la MLS en 2012, debutó el 5 de mayo de 2013. Pasó por un breve préstamo a Los Angeles Blues de la USL Pro en 2013.

### Sacramento Republic
McLain fichó por el Sacramento Republic de la United Soccer League el 17 de febrero de 2015. El club no renovó su opción de contrato el 9 de diciembre de 2015 para la temporada 2016.

### Chicago Fire
El 18 de febrero de 2016 fichó por el Chicago Fire de la MLS. Pasó a préstamo al Saint Louis FC de la USL el 22 de abril.
Fue liberado de Chicago para la temporada 2018.

### Orlando City
Fue elegido por Orlando City en el Draft de Re Ingreso de 2016 el 16 de diciembre.

### Orange County SC
En marzo de 2019 fichó por el Orange County SC de la USL Championship como agente libre. Dejó el club en julio de 2019.
Al dejar el club, anunció su retiro como jugador.

## Clubes
Actualizado al último partido disputado el 5 de julio de 2019.
| Club                         | País           | Año       | PJ | Goles |
| ---------------------------- | -------------- | --------- | -- | ----- |
| Portland Timbers sub-23      | Estados Unidos | 2009      | 1  | 0     |
| Orange County Blue Star      | Estados Unidos | 2010-2011 | 20 | 0     |
| Chivas USA                   | Estados Unidos | 2012-2013 | 2  | 0     |
| Los Angeles Blues (préstamo) | Estados Unidos | 2013      | 0  | 0     |
| Orange County Blues          | Estados Unidos | 2014      | 15 | 0     |
| Sacramento Republic          | Estados Unidos | 2015      | 24 | 0     |
| Chicago Fire                 | Estados Unidos | 2016      | 1  | 0     |
| Saint Louis FC (préstamo)    | Estados Unidos | 2016      | 1  | 0     |
| Minnesota United             | Estados Unidos | 2017      | 0  | 0     |
| Chicago Fire                 | Estados Unidos | 2018      | 5  | 0     |
| Orange County SC             | Estados Unidos | 2019      | 12 | 0     |